# Drubec
Drubec est une commune française, située dans le département du Calvados en région Normandie, peuplée de 111 habitants.

## Géographie

### Hydrographie
La commune est située dans le bassin Seine-Normandie. Elle est drainée par le fossé 01 de la commune de Bonnebosq, le fossé 01 du Lieu des Fontaines et le fossé 02 de la commune de Clarbec,,.

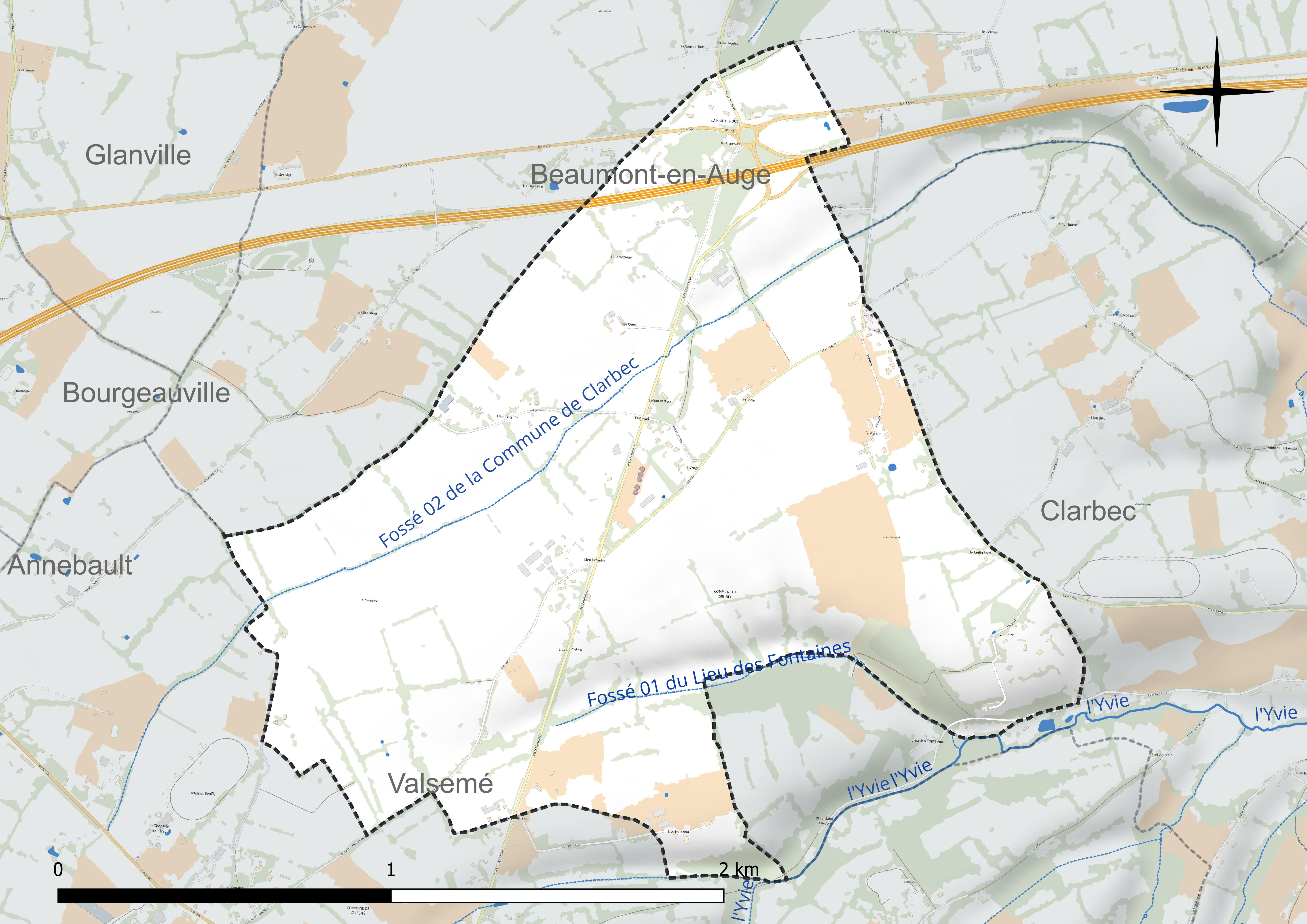
Réseau hydrographique de Drubec.

### Climat
Pour des articles plus généraux, voir Climat de la Normandie et Climat du Calvados.
En 2010, le climat de la commune est de type climat océanique franc, selon une étude du CNRS s'appuyant sur une série de données couvrant la période 1971-2000. En 2020, Météo-France publie une typologie des climats de la France métropolitaine dans laquelle la commune est exposée à un climat océanique et est dans la région climatique  Côtes de la Manche orientale, caractérisée par un faible ensoleillement (1 550 h/an) ; forte humidité de l'air (plus de 20 h/jour avec humidité relative > 80 % en hiver), vents forts fréquents. Parallèlement le GIEC normand, un groupe régional d'experts sur le climat, différencie quant à lui, dans une étude de 2020, trois grands types de climats pour la région Normandie, nuancés à une échelle plus fine par les facteurs géographiques locaux. La commune est, selon ce zonage, exposée à un « climat contrasté des collines », correspondant au Pays d'Auge, Lieuvin et Roumois, moins directement soumis aux flux océaniques et connaissant toutefois des précipitations assez marquées en raison des reliefs collinaires qui favorisent leur formation.
Pour la période 1971-2000, la température annuelle moyenne est de 10,4 °C, avec  une amplitude thermique annuelle de 12,5 °C. Le cumul annuel moyen de précipitations est de 865 mm, avec 12,6 jours de précipitations en janvier et 8,4 jours en juillet. Pour la période 1991-2020, la température moyenne annuelle observée sur la station météorologique la plus proche, située sur la commune de Deauville à 11 km à vol d'oiseau, est de 0,0 °C et le cumul annuel moyen de précipitations est de 0,0 mm. Pour l'avenir, les paramètres climatiques de la commune estimés pour 2050 selon différents scénarios d'émission de gaz à effet de serre sont consultables sur un site dédié publié par Météo-France en novembre 2022.

## Urbanisme

### Typologie
Au 1er janvier 2024, Drubec est catégorisée commune rurale à habitat très dispersé, selon la nouvelle grille communale de densité à 7 niveaux définie par l'Insee en 2022.
Elle est située hors unité urbaine. Par ailleurs la commune fait partie de l'aire d'attraction de Trouville-sur-Mer, dont elle est une commune de la couronne,. Cette aire, qui regroupe 35 communes, est catégorisée dans les aires de moins de 50 000 habitants,.

### Occupation des sols
L'occupation des sols de la commune, telle qu'elle ressort de la base de données européenne d'occupation biophysique des sols Corine Land Cover (CLC), est marquée par l'importance des territoires agricoles (100 % en 2018), une proportion identique à celle de 1990 (100 %). La répartition détaillée en 2018 est la suivante : 
prairies (65,6 %), zones agricoles hétérogènes (17,3 %), terres arables (17,1 %). L'évolution de l'occupation des sols de la commune et de ses infrastructures peut être observée sur les différentes représentations cartographiques du territoire : la carte de Cassini (XVIIIe siècle), la carte d'état-major (1820-1866) et les cartes ou photos aériennes de l'IGN pour la période actuelle (1950 à aujourd'hui).

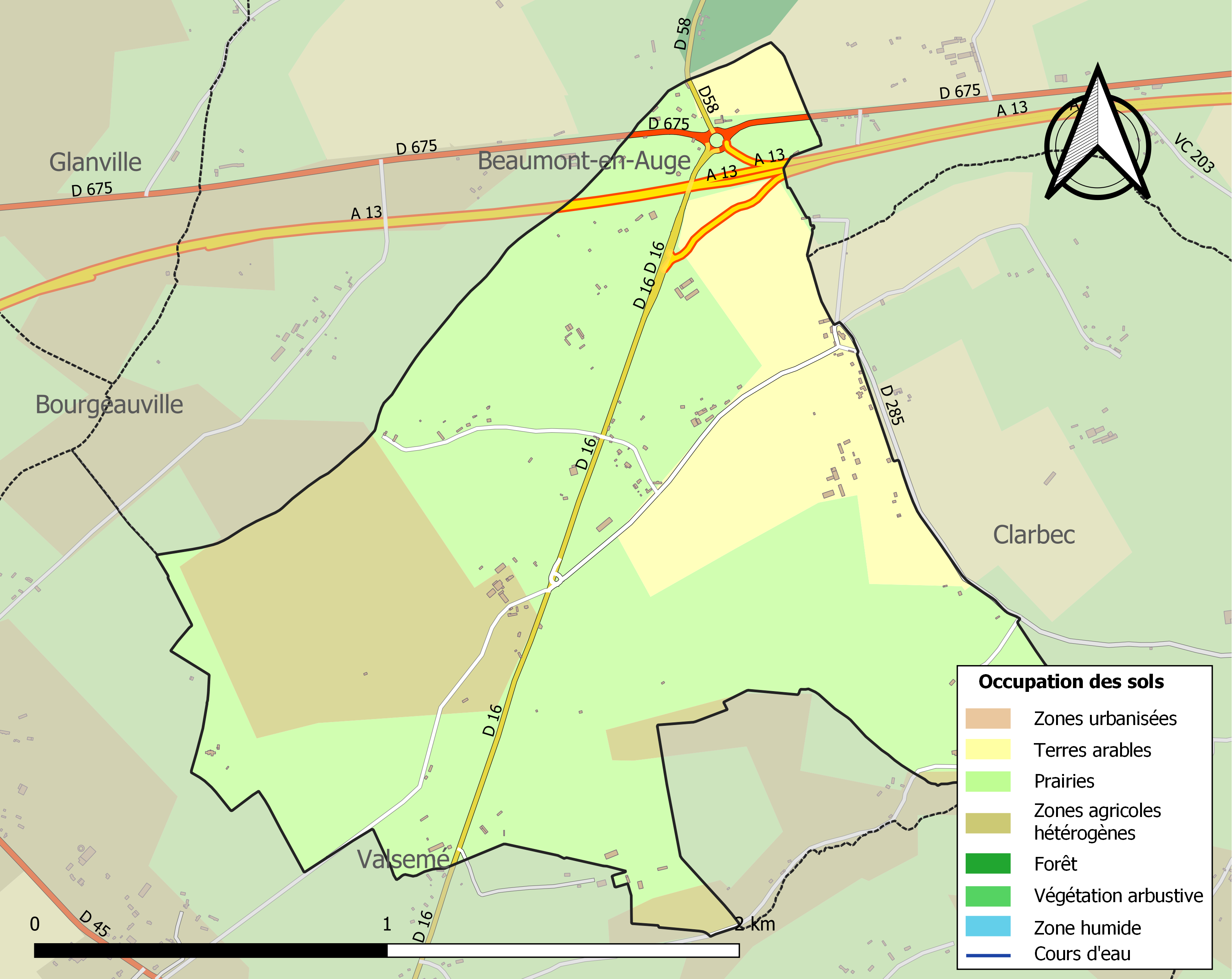
Carte des infrastructures et de l'occupation des sols de la commune en 2018 (CLC).

## Toponymie
Le nom de la localité est attesté sous la forme Drubec (sans date, cartulaire de Pont-Audemer) ; Dru Bec en 1242 ; [de] Drubecco (Drubeccum) vers 1350,,.
Il y a unanimité chez les toponymistes pour identifier dans le second élément -bec, l'appellatif bec issu du norrois bekkr, « ruisseau »,,,.
Cependant, on note une divergence dans l'analyse du premier élément Dru-. Il s'agit peut-être de l'anthroponyme norrois Torf, solution possible si l'on tient compte de la forme particulièrement tardive de la plus ancienne mention latinisée. En effet, l'évolution Torf- > *Tor- (assimilation de la fricative [f] au [b] de bec) > *Dor- (lénition du [t] initial), *Dru- (métathèse de [r] et passage de [ɔ] à [y] possiblement motivés par le mot français dru). Cette explication s'appuie aussi sur le fait que de nombreux toponymes en -bec sont précédés d'un nom de personne scandinave (cf. Bébec, Bolbec, Carbec, etc.). Une autre hypothèse identifie directement l'ancien français dru (français dru) dans le sens d'« abondant », « fort », « puissant »,,, analyse s'appuyant sur le fait que quelques noms en -bec sont précédés d'un adjectif roman (cf. Clarbec, Beaubec-la-Rosière, etc.). Plus récemment, l'élément Dru- a été interprété par François de Beaurepaire comme représentant le vieux norrois druth (comprendre druð) « sec, asséché » que l'on retrouverait dans les Drumare de Normandie, ainsi que dans le Dravbæk (Droubek 1818) au Danemark et dans sa version germanique occidentale dans le type hydronymique allemand Traubach (dont Druhpah 776). Il s'appuie sur le toponyme Druval dans le même département connu par des formes anciennes, telles que Drudeval (sans date) et Drutval (sans date). Il faut noter que le vieil anglais druð signifie « cher, aimé » et que drouth est une forme moderne alternative et régionale de drought « sécheresse » cf. dry « sec » sans lien avec l'ancien scandinave. En réalité, cet auteur semble confondre avec un autre mot *þrúðr « force », identique au vieil anglais þrúðr « force » et au nom de personne dérivé Þrúðr, alors que « sec » s'écrit þurr, d'où islandais þurr, ancien danois thur, néonorvégien turr, torr. L'étymon est le germanique commun *þurzuz qui a aussi donné le vieux haut allemand durri, thurri (> allemand dürr « sec, asséché, aride ») et le néerlandais dor de sens proche. L'évolution phonétique a dû se faire en *þurrbekk « ruisseau sec » > *Turbec > *Trubec (métathèse de -r- très fréquente) > Drubec (peut-être par analogie avec le mot français dru) ou dans le cas de *þrúðbekk « ruisseau fort → impétueux (d'où l'attraction exercée par le français dru) » > Trubec > Drubec.
Remarque : dans les environs, on note la présence de plusieurs Drumare, dont le premier élément semble similaire, comme le hameau et le château de Drumare sur la commune de Beaumont-en-Auge (Drumara, 1198, magni rotuli, p. 53, 2) à 10 km, en outre ce type toponymique est bien représenté en Seine-Maritime. Que signifierait exactement une « mare abondante, forte, puissante » ? Par ailleurs, on rencontre également les noms de ruisseaux néerlandais et allemands Durbaach, Durbeke et Durbach ayant tous le sens de « ruisseau sec, asséché ».

## Politique et administration
| Période                                  | Période   | Identité           | Étiquette | Qualité                        |
| ---------------------------------------- | --------- | ------------------ | --------- | ------------------------------ |
| (avant 1960)                             | 1978      | Roger Christophe   |           |                                |
| juillet 1978                             | mars 1983 | Lucien Liger       |           |                                |
| mars 1983                                | juin 1995 | Lucien Liger       | SE        | Agriculteur, fils du précédent |
| juin 1995                                | mai 2020  | Jean-Claude Allais | SE        |                                |
| mai 2020                                 | En cours  | Antoine Vilars     | SE        |                                |
| Les données manquantes sont à compléter. |           |                    |           |                                |

Le nombre d'habitants, au dernier recensement, étant compris entre 100 et 499, le nombre de membres du conseil municipal est de 11.

## Démographie
L'évolution du nombre d'habitants est connue à travers les recensements de la population effectués dans la commune depuis 1793. Pour les communes de moins de 10 000 habitants, une enquête de recensement portant sur toute la population est réalisée tous les cinq ans, les populations de référence des années intermédiaires étant quant à elles estimées par interpolation ou extrapolation. Pour la commune, le premier recensement exhaustif entrant dans le cadre du nouveau dispositif a été réalisé en 2006.
En 2022, la commune comptait 111 habitants, en évolution de −4,31 % par rapport à 2016 (Calvados : +1,58 %, France hors Mayotte : +2,11 %).
| 1793 | 1800 | 1806 | 1821 | 1831 | 1836 | 1841 | 1846 | 1851 |
| ---- | ---- | ---- | ---- | ---- | ---- | ---- | ---- | ---- |
| 271  | 237  | 316  | 291  | 263  | 276  | 249  | 252  | 269  |

| 1856 | 1861 | 1866 | 1872 | 1876 | 1881 | 1886 | 1891 | 1896 |
| ---- | ---- | ---- | ---- | ---- | ---- | ---- | ---- | ---- |
| 223  | 220  | 217  | 214  | 207  | 186  | 169  | 144  | 166  |

| 1901 | 1906 | 1911 | 1921 | 1926 | 1931 | 1936 | 1946 | 1954 |
| ---- | ---- | ---- | ---- | ---- | ---- | ---- | ---- | ---- |
| 147  | 138  | 169  | 131  | 135  | 142  | 130  | 112  | 142  |

| 1962 | 1968 | 1975 | 1982 | 1990 | 1999 | 2006 | 2011 | 2016 |
| ---- | ---- | ---- | ---- | ---- | ---- | ---- | ---- | ---- |
| 114  | 109  | 84   | 85   | 95   | 112  | 110  | 111  | 116  |

| 2021 | 2022 | - | - | - | - | - | - | - |
| ---- | ---- | - | - | - | - | - | - | - |
| 113  | 111  | - | - | - | - | - | - | - |

## Culture locale et patrimoine

### Lieux et monuments
- Église Saint-Germain dont le clocher du XIIe siècle est inscrit au titre des monuments historiques par arrêté du 17 juillet 1926[33].
- Vestiges d'une motte féodale, près de l'église, au sud, près des restes d'un château du XVIe siècle[34].

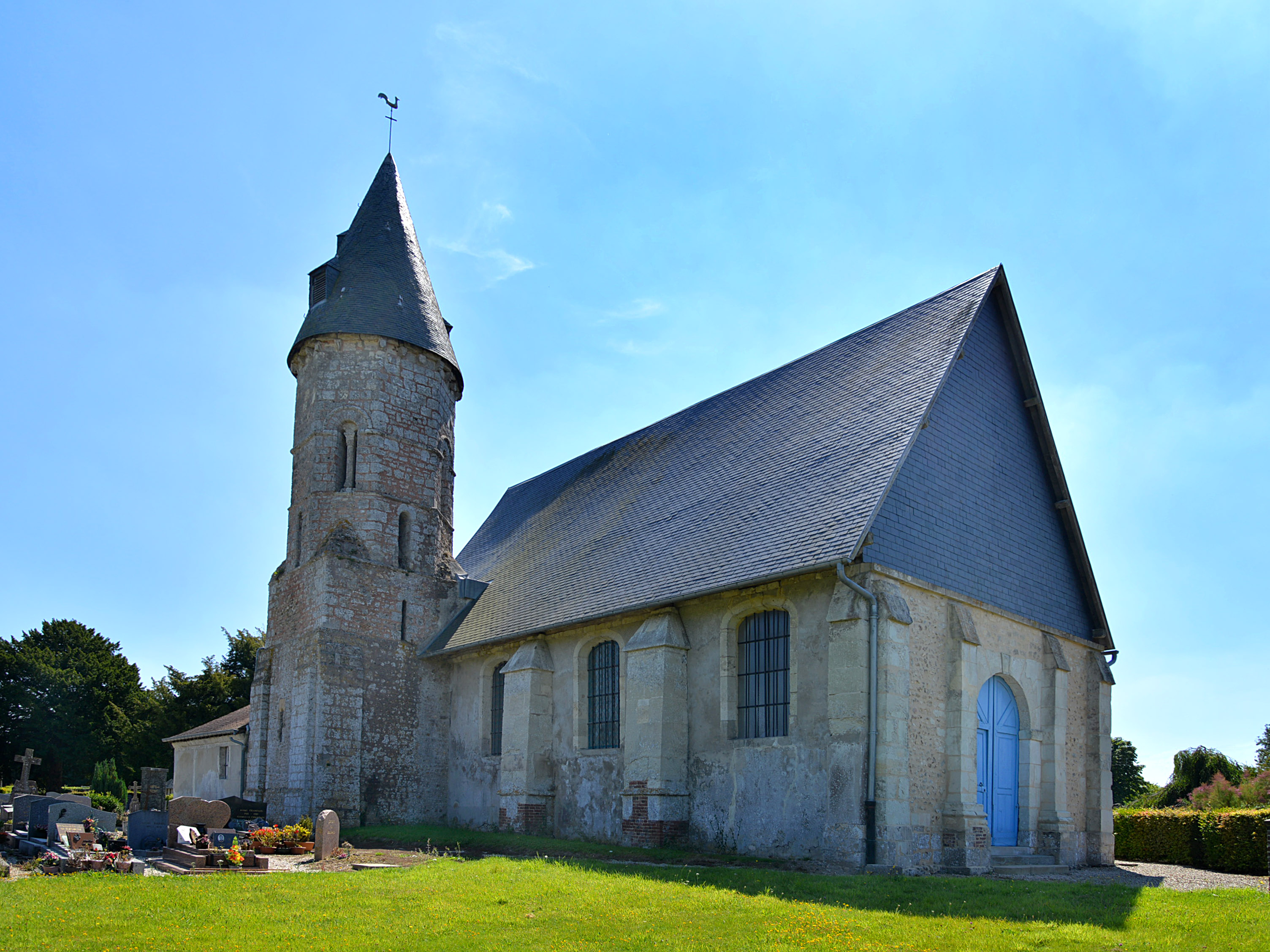
L'église Saint-Germain. Vue nord-ouest.
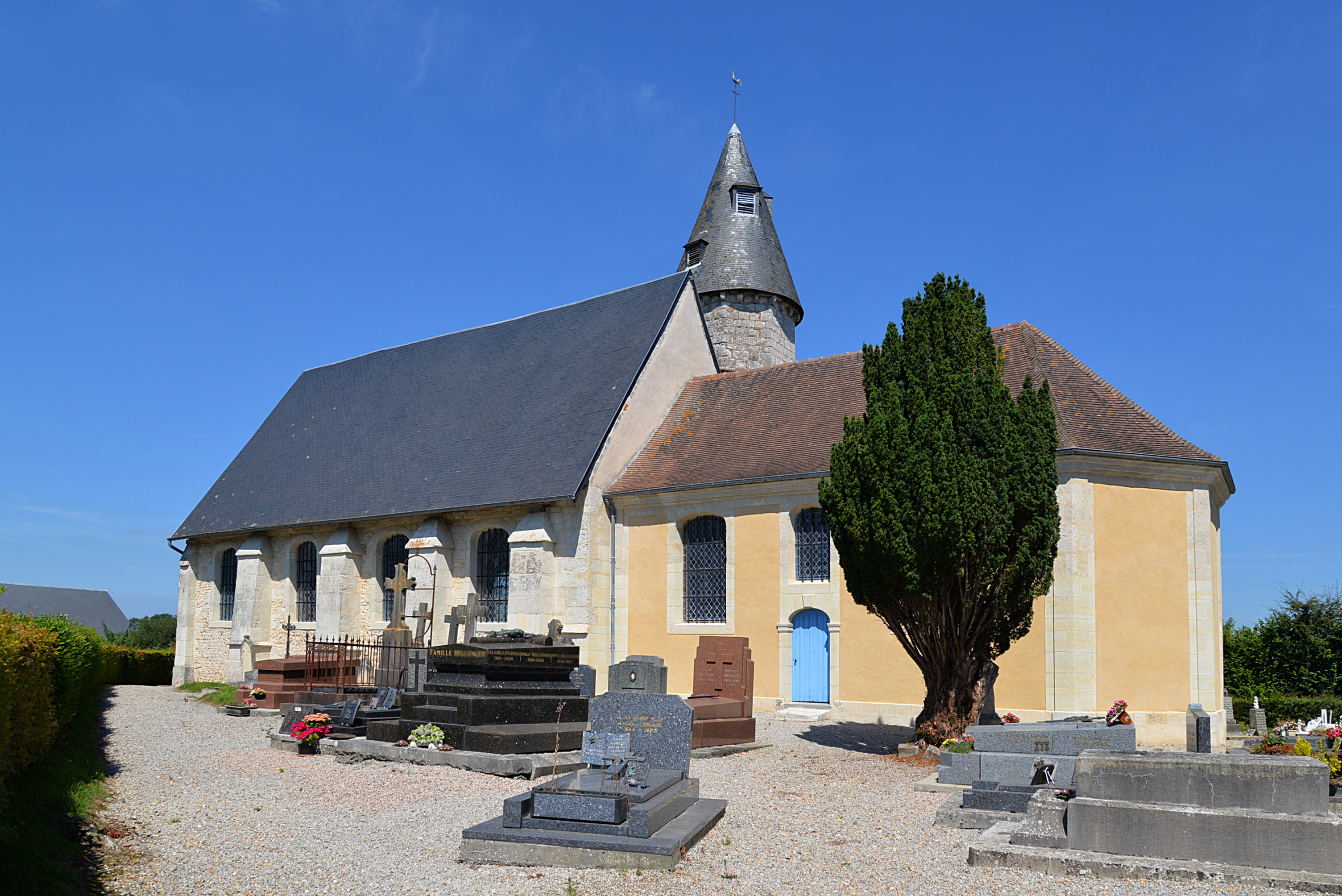
L'église Saint-Germain. Vue sud-est.
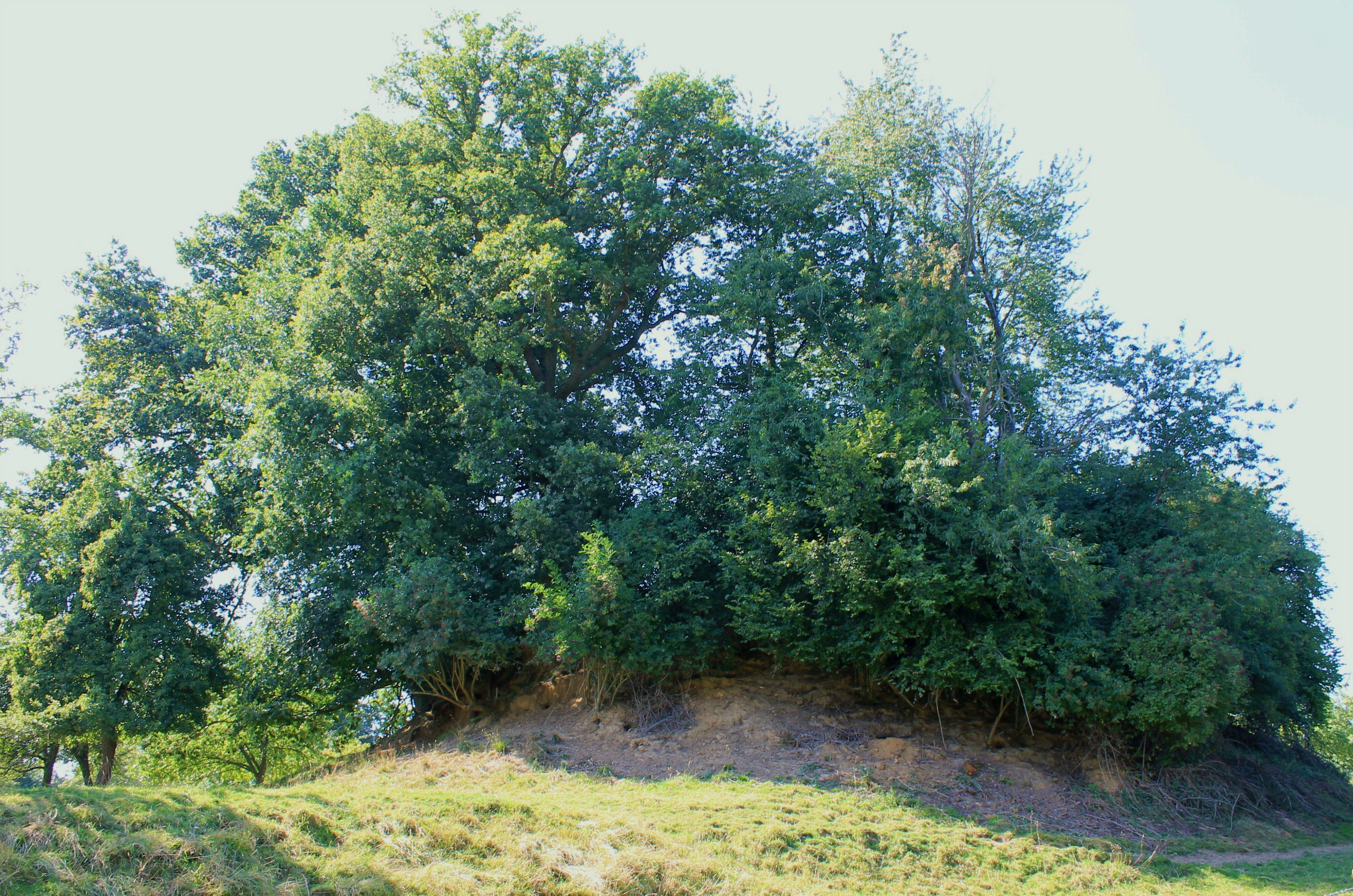
La motte castrale.

### Personnalités liées à la commune
- Édouard Krug, né à Drubec (1829-1901), peintre portraitiste et peintre d'histoire.